# Sigismund III. Vasa
Sigismund III. Vasa (polj. Zygmunt III Waza; šved. Sigismund Vasa; lit. Žygimantas Vaza) (dvorac Gripsholm, 20. lipnja 1566. – Varšava, 30. travnja 1632.), poljski kralj i veliki knez Litve, vladao od 1587. do 1632. godine i švedski kralj, od 1592. do 1599. godine, iz dinastije Vasa te vladar Poljsko-Litavske Unije.
Sin je švedskog kralja Ivana III. i poljske princeze Katarine Jagelo, sestre poljskog kralja Sigismunda II. Augusta. Budući da je bio kandidat za poljsko prijestolje, odgojen je kao katolik te je tijekom svoje vladavine bio odani pristaša protureformacije.
Poslije očeve smrti, pripala mu je i švedska kruna, ali zadržao ju je samo do 1599. godine, kada ju mu je oduzeo stric, budući švedski kralj Karlo IX., što je bio uvod u Poljsko-švedski rat (1601. – 1629.) za kojeg je Sigismund izgubio Livoniju i dio Pruske.
Sigismund je iskoristio krizu vlasti u Rusiji te ju je napao 1609. godine i sljedeće godine osvojio Moskvu, nakon čega je proglasio sina Vladislava za novog ruskog cara.

## Vanjske poveznice
- Sigismund III. Vasa Hrvatska enciklopedija
- Sigismund III. Vasa Proleksis enciklopedija
- Sigismund III Vasa Britannica (engl.)

| Prethodnik:                   | Poljski kralj (1587.-1632.) | Nasljednik:                      |
| Stjepan Báthory (1575.-1586.) | Poljski kralj (1587.-1632.) | Vladislav IV. Vasa (1599.-1611.) |

| Prethodnik:             | Švedski kralj (1592.-1599.) | Nasljednik:             |
| Ivan III. (1568.-1592.) | Švedski kralj (1592.-1599.) | Karlo IX. (1599.-1611.) |